# Yip Wing-sie
Yip Wing-sie (chinois : 葉詠詩; née en 1960 à Guangzhou, République populaire de Chine) est une cheffe d'orchestre hongkongaise.
Yip est actuellement directrice musicale de la Hong Kong Sinfonietta, depuis 2004. 

## Biographie
Yip Wing-sie est lauréate du concours international de jeunes chefs d'orchestre du Festival de musique de Besançon Franche-Comté en 1985.En 1988, elle est lauréate du 8e Concours international de la direction d’Orchestre de Tokyo. Elle fut cheffe d'orchestre principale du Guangzhou Symphony Orchestra, puis directrice musicale de 1997 à 2003 et cheffe d'orchestre résidente du Hong Kong Philharmonic Orchestra de 1986 à 2000. Elle est la directrice musicale du Hong Kong Sinfonietta depuis 2002.
En 2007, Yip Wing-sie reçoit le Chevalier de l’Ordre des Arts et des Lettres présenté par le Consul Général de France à Hong Kong le 5 octobre 2007 de la part du Ministère de la Culture, lors d'un concert fêtant l'anniversaire de la Sinfonietta.